# Людина кадилак
«Людина-кадилак» (англ. Cadillac Man) — американська чорна комедія 1990 року режисера Роджера Дональдсона з Робіном Вільямсом і Тімом Роббінсом у головних ролях.
Фільм отримав неоднозначні відгуки критиків і зібрав 27,6 мільйона доларів при 15 мільйонному бюджеті.

## Синопсис
Продавець автомобілів у Квінсі на ім'я Джої О'Браєн змушений справлятися з постійно зростаючим тиском у своєму житті: колишня дружина вимагає аліменти, коханка — грошей, донька втекла з дому, а через погані показники на роботі йому загрожує звільнення (якщо за дводенний термін він не продасть дванадцять автомобілів). Крім того він заборгував місцевому дону мафії, який не бажає входити у скрутне становище Джої.

## У ролях
| Актор             | Роль         |
| ----------------- | ------------ |
| Робін Вільямс     | Джої О'Браєн |
| Тім Роббінс       | Ларрі        |
| Памела Рід        | Тіна         |
| Аннабелла Скіорра | Донна        |
| Френ Дрешер       | Джой Манчак  |
| Зак Норман        | Гаррі Манчак |
| Пол Гілфойл       | Джек Турджен |
| Лорі Петті        | Ліла         |
| Джудіт Гоаґ       | Моллі        |
| Лорен Том         | офіціантка   |

## Виробництво
Для підготовки до ролі у фільмі Вільямс провів час в автосалонах у Квінсі, Нью-Йорк.

## Випуск
Фільм вийшов на екрани 18 травня 1990 року.

## Зовнішні посилання
- Cadillac Man на сайті IMDb (англ.)
- Cadillac Man на сайті AllMovie (англ.)
- Cadillac Man на сайті Rotten Tomatoes (англ.)